# 국도 제85호선
국도 제85호선 (김천~예천선, 國道第六十九號 金泉醴泉線)은 경상북도 김천시 덕곡동과 예천군 예천읍 남본리 개심사지 교차로를 잇는 대한민국의 일반 국도이다. 대구경북신공항 예정지와 경북도청신도시를 통과하며, 기존의 지방도 제927호선 일부 등의 구간을 일반 국도로 승격하여 만든 노선이다.

## 연혁
- 2025년 7월 11일: '김천~예천선'으로 국도 제85호선을 새로 신설함.[2]